# Amphinemura norvegica
Amphinemura norvegica är en bäcksländeart som beskrevs av Dagmar Tobias 1974. Amphinemura norvegica ingår i släktet Amphinemura och familjen kryssbäcksländor. Inga underarter finns listade i Catalogue of Life.